# Graphium taboranus
Graphium taboranus är en fjärilsart som först beskrevs av Charles Oberthür 1886.  Graphium taboranus ingår i släktet Graphium och familjen riddarfjärilar. IUCN kategoriserar arten globalt som livskraftig.
Artens utbredningsområde är Tanzania. Inga underarter finns listade i Catalogue of Life.

## Bildgalleri

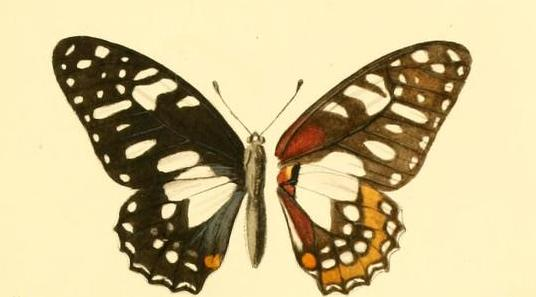
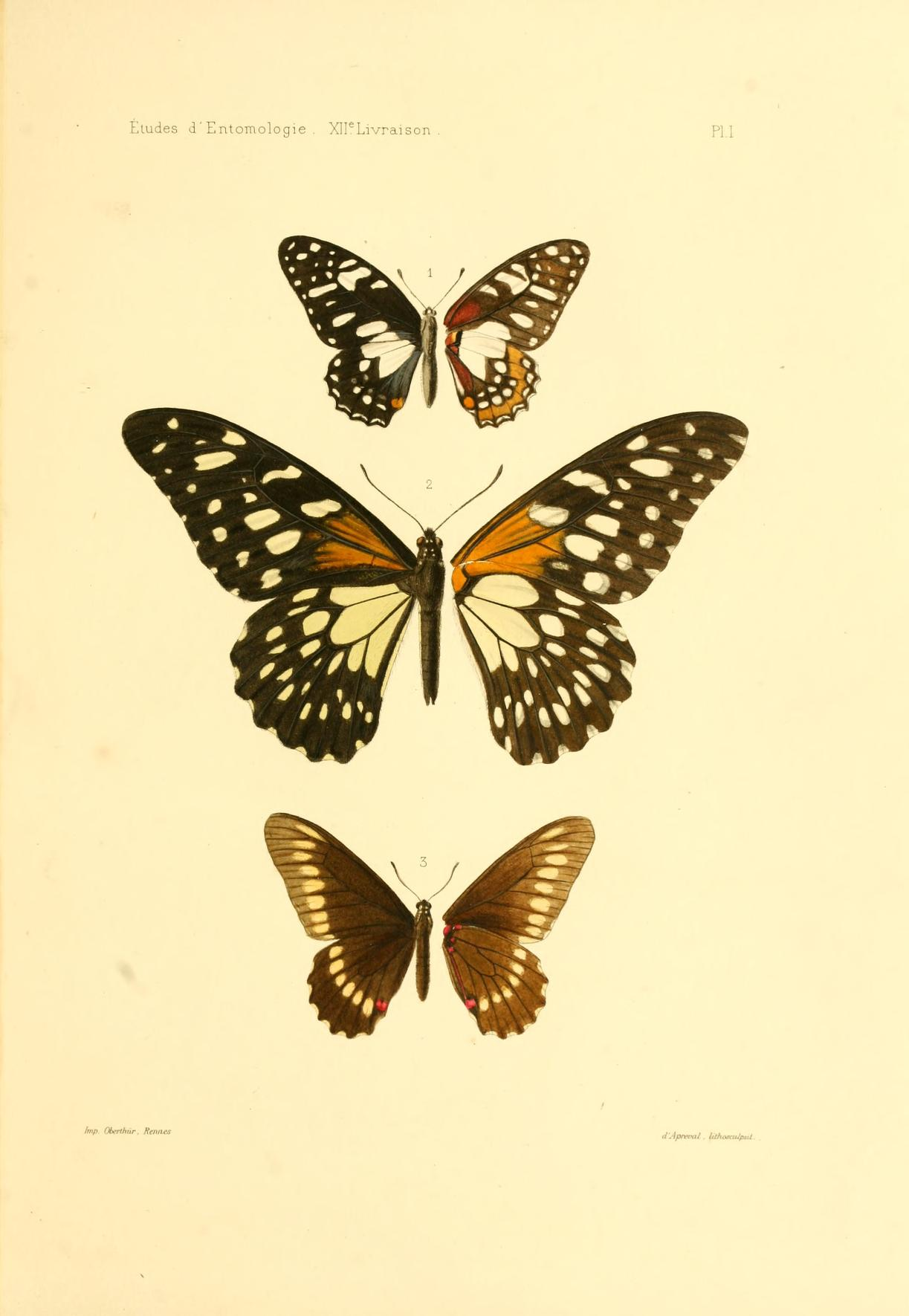
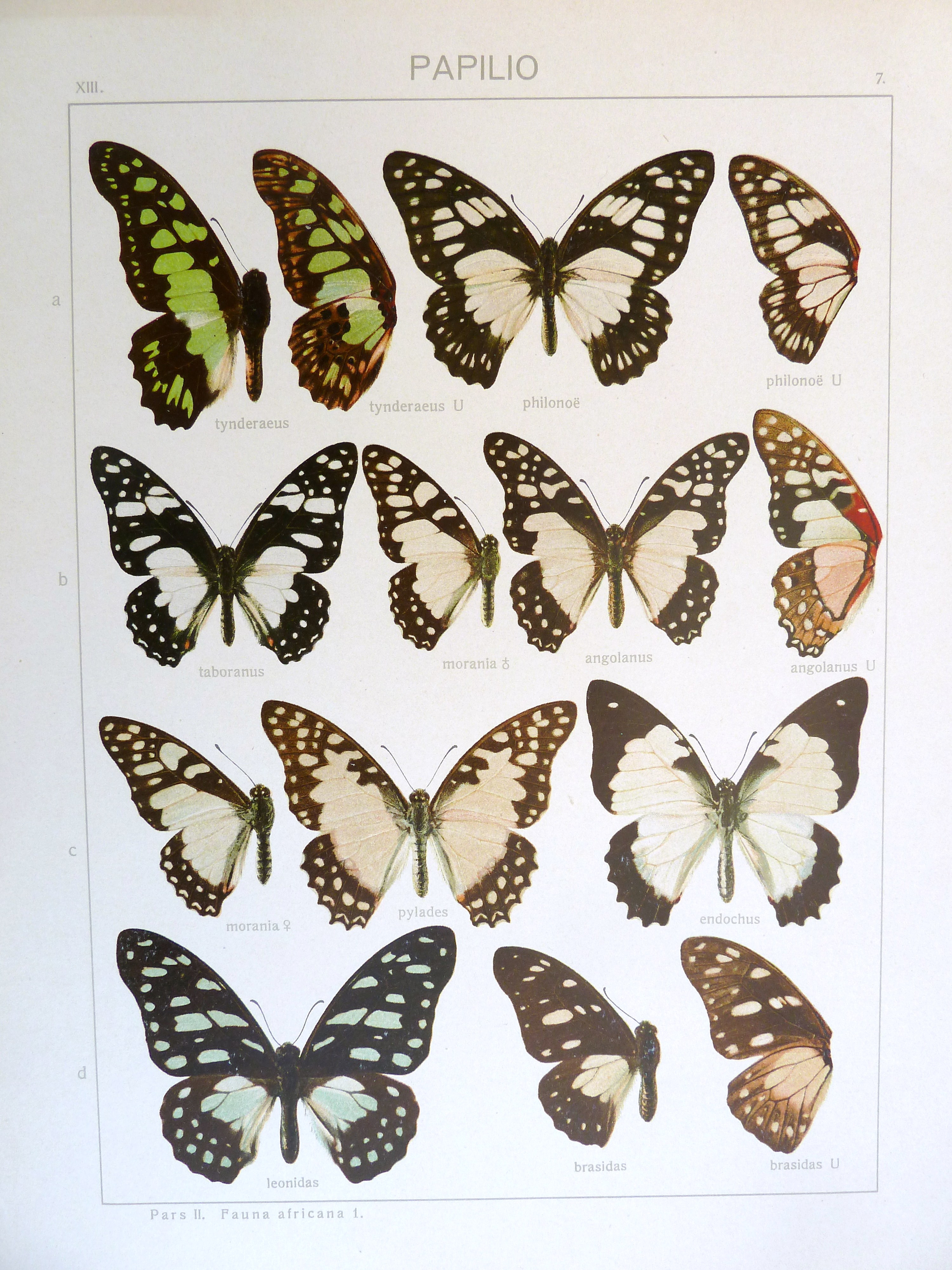